# ジョン・D・クラウス
ジョン・ダニエル・クラウス（John Daniel Kraus、1910年6月28日 - 2004年7月18日）は、アメリカ合衆国の物理学者・電気工学者である。電磁気学、電波天文学、アンテナ理論に関する研究をし、8JKビーム・アンテナなど各種のアンテナを発明した。また、オハイオ州立大学のオハイオ・スカイ・サーベイに使用された電波望遠鏡「ビッグイヤー」の設計を行った。

## 若年期と教育
クラウスは、1910年6月28日にミシガン州アナーバーで生まれた。父は鉱物学者のエドワード・ヘンリー・クラウスである。1933年にミシガン大学で物理学のPh.D.を取得した。

## キャリア
大学卒業後もミシガン大学に残り、同大学の当時世界最大の粒子加速器となる100トンサイクロトロンの建設と運用に関わった。第二次世界大戦前には、コーナー・リフレクタ・アンテナやW8JKクローズスペース・アレイ・アンテナなどを開発した。
第二次世界大戦中はアメリカ海軍の艦船の消磁の作業に従事し、また、ハーバード大学でレーダーへの対抗策の研究を行った。
戦後はオハイオ州立大学に移り、後に電波観測所所長や電気工学・天文学のマクドゥーガル名誉教授に就任した。また、宇宙の電波源をカタログ化するオハイオ・スカイ・サーベイのプロジェクトを監督し、それに使用する電波望遠鏡「ビッグイヤー」の設計を行った。このプロジェクトでは1万9千以上の電波源がカタログ化され、その半分以上が新たに発見されたものだった。クラウスはボブ・ディクソンの地球外知的生命体探査(SETI)にも参加した。

### スプートニク1号
オハイオ州立大学在籍中の1958年、クラウスは標準電波局WWVの信号を使って、ソ連の人工衛星スプートニク1号が崩壊する様子を追跡した。流星が大気圏に突入すると、その航跡の大気が数秒間電離し、地表からの電波が反射される。この現象は流星散乱（メテオスキャッター）と呼ばれている。クラウスは、スプートニクの残骸が大気圏に突入するときにも同じ現象が起こると予測し、WWVの電波を観測した。流星散乱により、WWVの信号が1分以上にわたって強く観測され、しかもその方向は、スプートニクの軌道に一致していた。この観測データを元に、クラウスはスプートニクが完全に崩壊するまでのタイムラインを作成した。

## 私生活

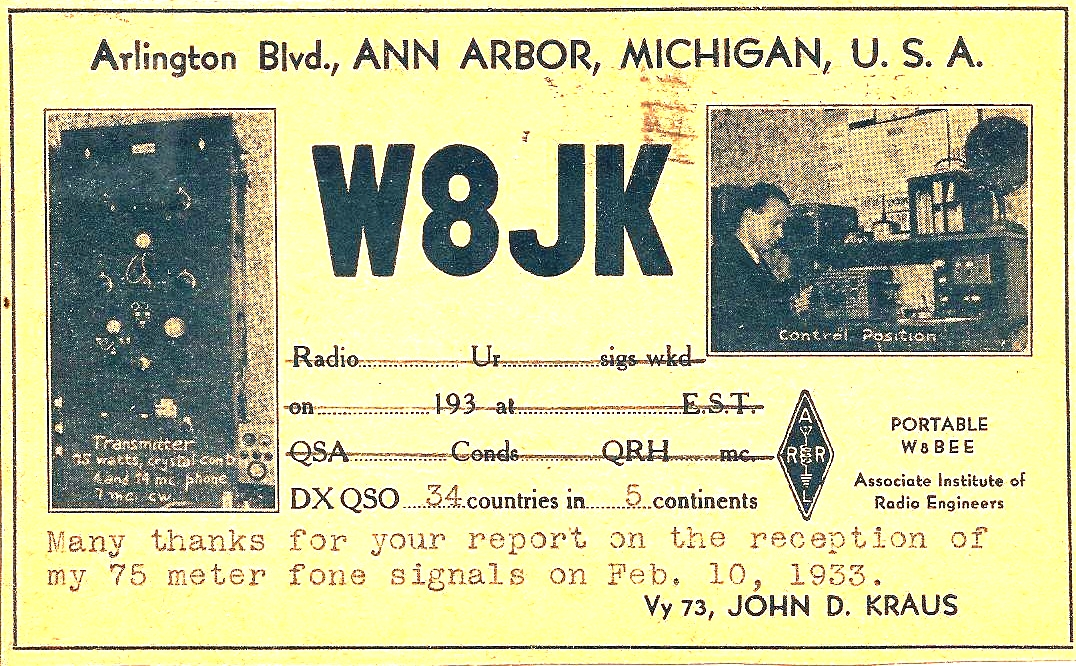
クラウスが、自身のアマチュア無線の通信の受信報告書に対して返送したQSLカード（1933年）

クラウスはW8JKのコールサインを持つアマチュア無線家であり、8JKビーム・アンテナやW8JKクローズスペース・アレイ・アンテナの名称はクラウスのコールサインに因むものである。

## 著書

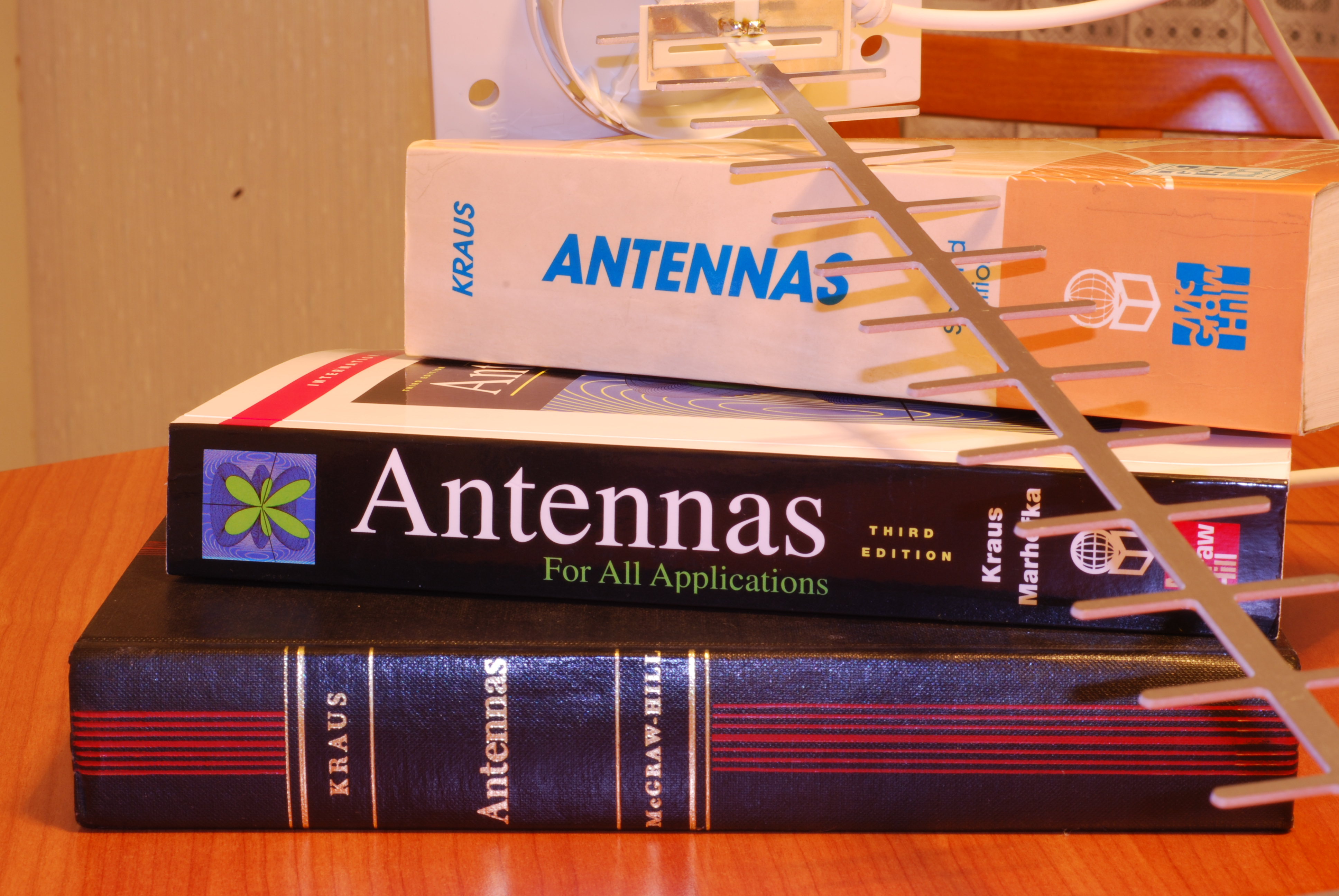
クラウスの代表作『アンテナ』

- Antennas, McGraw-Hill 1950
- Antennas for all Applications, Kraus, Ronald J. Marhefka, McGraw-Hill 2002 (ISBN 007123201X).
- Big Ear 1976, Big Ear Two: Listening for Other-Worlds 1994.
- Electromagnetics, published by Mc-Graw Hill (ISBN 0071164294) 1953.
- Our Cosmic Universe 1980.
- Radio Astronomy, published by Cygnus-Quasar (ISBN 0070353921) 1966.

## 賞と栄誉
- アメリカ海軍 功労文民賞（1946年）
- IEEEフェロー（1954年）
- 全米技術アカデミー会員（1972年）[9]
- IEEEセンテニアル・メダル（英語版）（1984年）
- IEEEエジソンメダル（1985年）[10]
- IEEEハインリッヒ・ヘルツ・メダル（英語版）（1990年）[11]
- IEEEアンテナ・伝搬ソサエティ 生涯功労賞（1985年、2003年）[12]